# Gustaw Paszkiewicz

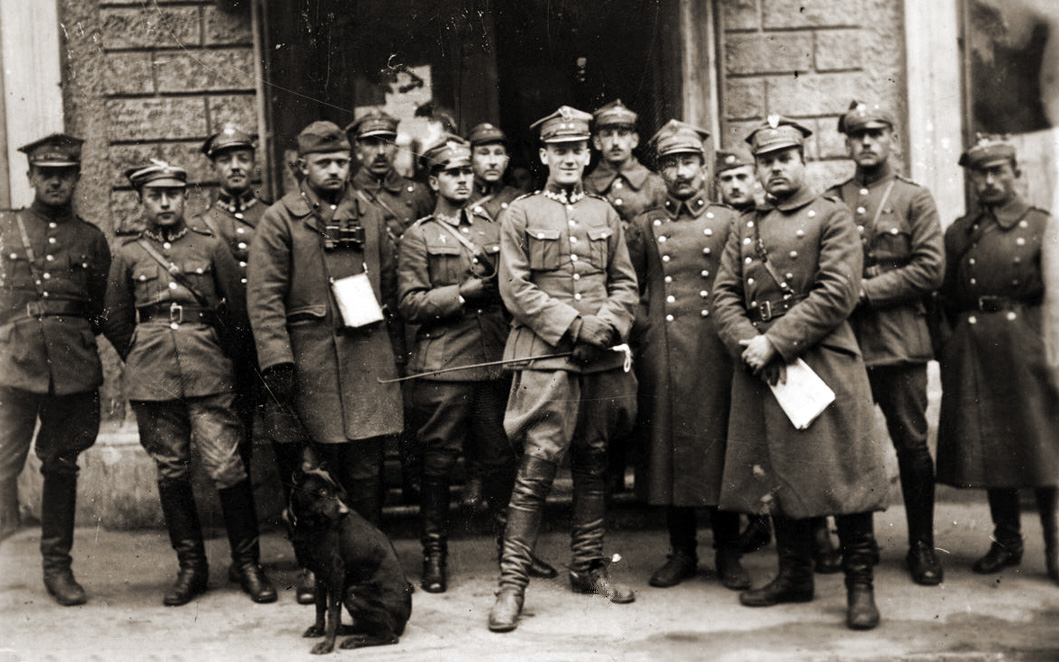
Oficerowie Oddziału Wydzielonego ppłk. Gustawa Paszkiewicza (w środku ze szpicrutą) (55. i 56. pp, 2. i 3. dyon 14. pap, 3. komp. 14. baonu saperów) po ponownym zajęciu Mińska, 15 października 1920

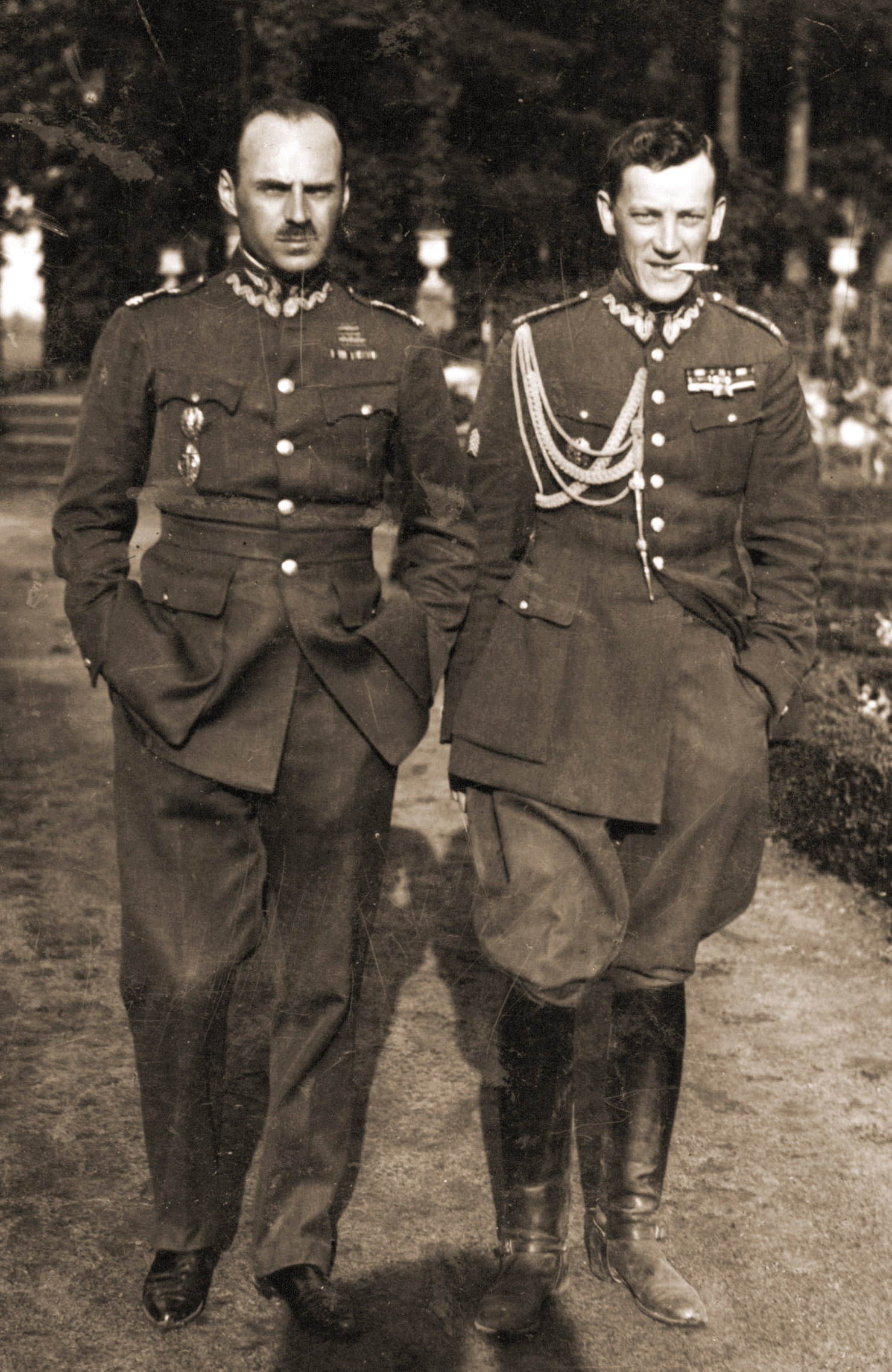
Władysław Anders i Gustaw Paszkiewicz 1926

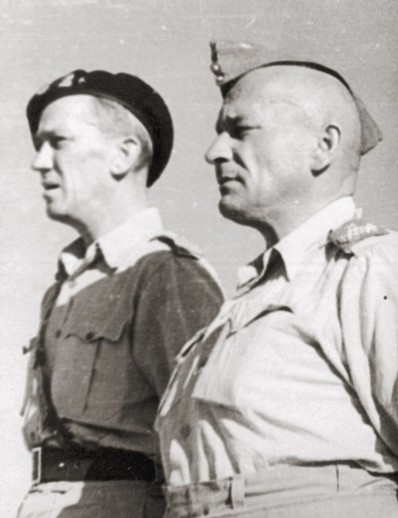
Gustaw Paszkiewicz i Bronisław Rakowski, Armia Polska na Wschodzie 1942

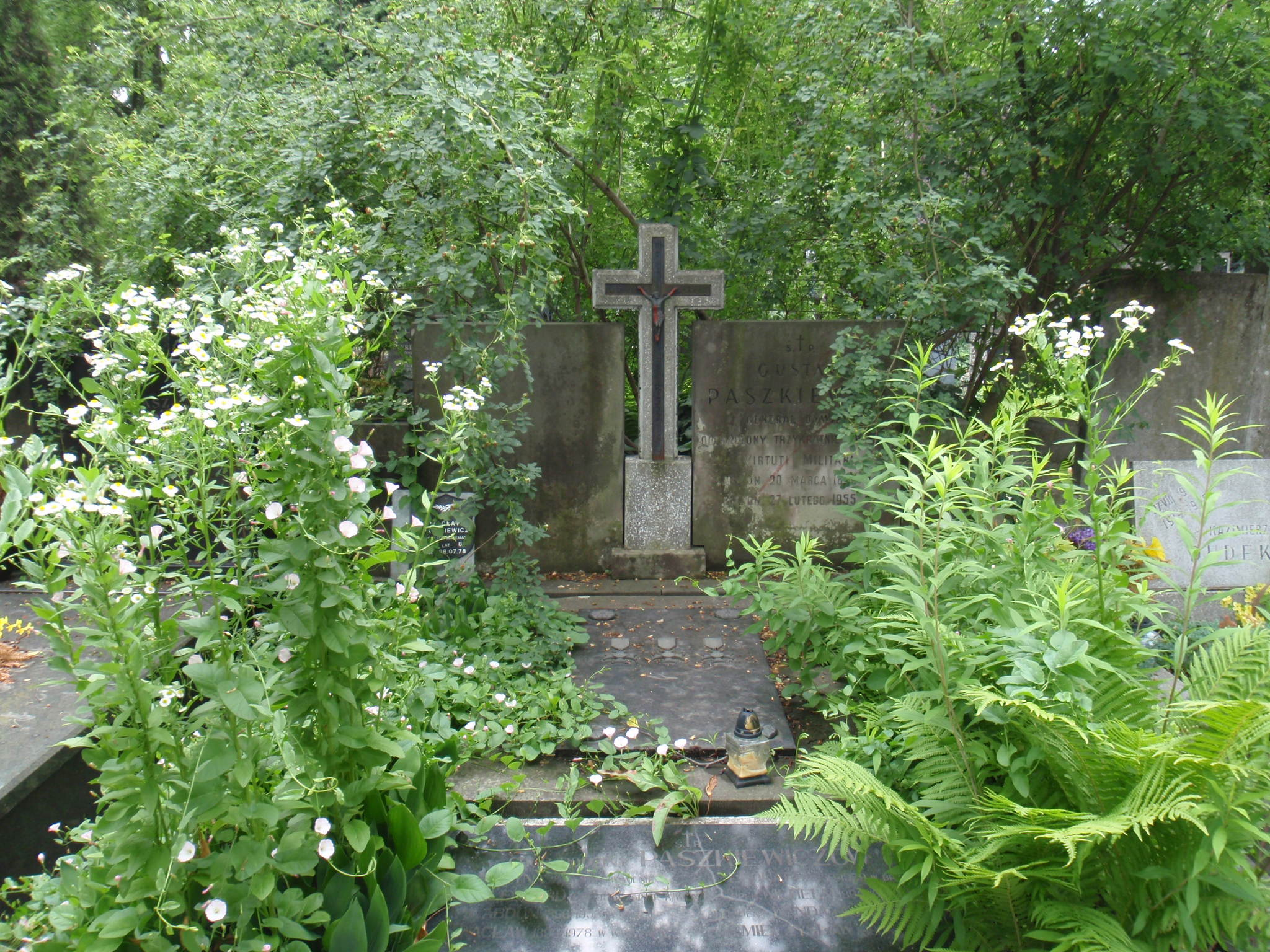
Grób Gustawa Paszkiewicza na Cmentarzu Wojskowym na Powązkach w Warszawie

Gustaw August Paszkiewicz, ps. „Radwan” (ur. 20 marca?/1 kwietnia 1892 w Wasiliszkach, zm. 27 lutego 1955 w Warszawie) – generał dywizji ludowego Wojska Polskiego, zastępca Komendanta Głównego Związku Walki Zbrojnej od marca do czerwca 1940. Poseł na Sejm Ustawodawczy.

## Życiorys
Był synem Leonarda i Justyny z domu Tabeńskiej. Miał braci i siostry. Jego młodszym bratem był Wilhelm Paszkiewicz, podpułkownik Wojska Polskiego, ofiara zbrodni katyńskiej.
Po ukończeniu gimnazjum w Mińsku w 1913 wstąpił do rosyjskiej Wileńskiej Szkoły Wojskowej. Od 1914 walczył w armii rosyjskiej. Od grudnia 1917 służył w I Korpusie Polskim w Rosji, gdzie był dowódcą kompanii w 3 ps. 

### II Rzeczpospolita
Od lutego 1919 służył w Wojsku Polskim. Walczył w wojnie polsko-bolszewickiej jako dowódca batalionu 1 Pułku Strzelców Wielkopolskich. Od marca 1919 był dowódcą 55 pp. Uczestniczył w walkach o Lwów i pod Stryjem.
W latach 1923–1924 był słuchaczem Kursu Doszkolenia w Wyższej Szkole Wojennej w Warszawie. Po ukończeniu kursu otrzymał tytuł oficera Sztabu Generalnego. Od października 1924 do maja 1926 komendant Szkoły Podchorążych i Oficerskiej Szkoły Piechoty w Warszawie. Podczas przewrotu majowego występował czynnie po stronie rządu. Od października 1926 dowódca piechoty dywizyjnej 24 Dywizji Piechoty w Jarosławiu. W międzyczasie (od 10 listopada 1932 do 10 sierpnia 1933) był słuchaczem VII kursu w Centrum Wyższych Studiów Wojskowych w Warszawie. 12 października 1935 mianowany dowódcą 12 Dywizji Piechoty w Tarnopolu. W latach 1937–1938 kierował akcją pacyfikacyjną ludności ukraińskiej. 
W okresie II RP został osadnikiem wojskowym w powiecie lidzkim. W 1935 otrzymał godność szambelana papieskiego. 19 listopada 1938 w Tarnopolu uległ wypadkowi, gdy podczas inspekcji budowanego Domu Rolniczo-Handlowego spadł z ok. 8-metrowego rusztowania, jednak według oficjalnego oświadczenia nie odniósł poważniejszych obrażeń. W 1939 zasiadał w zarządzie okręgu tarnopolskiego Towarzystwa Rozwoju Ziem Wschodnich.

### II wojna światowa
W kampanii wrześniowej po rozbiciu 12 DP, wydostał się z okrążenia i 13 września dotarł do Włodzimierza Wołyńskiego, gdzie przebywał wódz naczelny. Według prof. Pawła Wieczorkiewicza nie wywiązał się ze swych obowiązków, motywując to chorobą serca. Od 15 września 1939 zastępca dowódcy Armii „Karpaty”. W czasie kampanii dwukrotnie ranny, przedostał się do Rumunii, gdzie został internowany w obozie w Băile Herculane, następnie przedostał się do Francji. W okresie od 1 grudnia 1939 do 23 czerwca 1940 pełnił funkcję zastępcy ministra spraw krajowych i dowódcy Związku Walki Zbrojnej Kazimierza Sosnkowskiego w rządzie Władysława Sikorskiego.
Po upadku Francji w czerwcu 1940 przedostał się do Wielkiej Brytanii. W PSZ kolejno dowódca 1 Brygady Strzelców (od października 1940 do maja 1942), 4 Dywizji Strzelców (od maja do października 1942), 2 Samodzielnej Brygady Pancernej (od października 1942 do czerwca 1943), zastępca dowódcy I Korpusu Polskiego (do zwolnienia przez pełniącego obowiązki Naczelnego Wodza gen. Władysława Andersa w marcu 1945).

### Okres powojenny
18 grudnia 1945 powrócił do kraju i 15 stycznia 1946 wstąpił do ludowego Wojska Polskiego. 22 stycznia 1946 objął dowództwo 18 Dywizji Piechoty w Białymstoku. Od marca tegoż roku obowiązki dowódcy dywizji łączył z funkcją przewodniczącego Wojewódzkiego Komitetu Bezpieczeństwa w Białymstoku. Na tym ostatnim stanowisku kierował działaniami wojska, w tym KBW oraz MO i Urzędu Bezpieczeństwa skierowanym przeciwko organizacjom niepodległościowego podziemia antykomunistycznego. W okresie od 18 października 1946 do 14 października 1948 był dowódcą Warszawskiego Okręgu Wojskowego. 31 stycznia 1949 został przeniesiony w stan spoczynku. Z dniem 1 września 1949 został jednak przywrócony do czynnej służby i następnie do 20 kwietnia 1951 był dyrektorem Biura Wojskowego w Ministerstwie Leśnictwa. W październiku 1950 spotkał się z generałem Augustem Emilem Fieldorfem i na jego prośbę wystawił mu zaświadczenie o przebiegu służby wojskowej w czasie wojny.
Po sfałszowanych  przez PPR wyborach do Sejmu Ustawodawczego od stycznia 1947 był posłem na Sejm. Reprezentował prokomunistyczne Stronnictwo Ludowe, a od 1949 Zjednoczone Stronnictwo Ludowe. W 1947 jednym z przemówień sejmowych oskarżył gen. Andersa o udział w spisku na życie gen. Władysława Sikorskiego i przyczynienie się do katastrofy w Gibraltarze.
19 września 1952 ostatecznie przeszedł w stan spoczynku. Pełnił stanowisko wicedyrektora Państwowych Torów Wyścigów Konnych (przedsiębiorstwa utworzonego w 1950 przy torze wyścigów konnych Służewiec).
Zmarł nagle 27 lutego 1955 w Warszawie. Został pochowany 3 marca 1955 na Cmentarzu Wojskowym na Powązkach w Warszawie (kwatera B 2-7-12/13). Był żonaty z Heleną Hartingh, miał córki.

## Awanse
- podporucznik – 1915
- porucznik – 1916
- kapitan – 1917
- podpułkownik – 3 maja 1922 zweryfikowany ze starszeństwem z 1 czerwca 1919 i 160. lokatą w korpusie oficerów piechoty[15]
- pułkownik – 1 grudnia 1924 ze starszeństwem z 15 sierpnia 1924 i 27. lokatą w korpusie oficerów piechoty[16]
- generał brygady – ze starszeństwem z 19 marca 1938 i 1. lokatą w korpusie generałów[17]
- generał dywizji – 1946

## Ordery i odznaczenia
- Krzyż Kawalerski Orderu Wojskowego Virtuti Militari (24 listopada 1922)[18][19][20]
- Krzyż Złoty Orderu Virtuti Militari[18]
- Krzyż Srebrny Orderu Wojskowego Virtuti Militari (1921)[18][21]
- Krzyż Komandorski Orderu Odrodzenia Polski
- Krzyż Niepodległości (16 marca 1933)[22][23]
- Order Krzyża Grunwaldu III klasy (16 lipca 1946)[24]
- Krzyż Oficerski Orderu Odrodzenia Polski (30 kwietnia 1925)[25]
- Krzyż Walecznych (czterokrotnie, po raz 2, 3 i 4 w 1921)[18][26]
- Złoty Krzyż Zasługi (19 marca 1931)[27]
- Medal Pamiątkowy za Wojnę 1918–1921[18]
- Medal Dziesięciolecia Odzyskanej Niepodległości[18]
- Medal 3 Maja[18]
- Kawaler Komandor Orderu Łaźni (Wielka Brytania)[28]
- Komandor Orderu Świętego Sawy (Jugosławia)
- Oficer Orderu Legii Honorowej (Francja)[18]
- Oficer Orderu Leopolda (Belgia)[18]
- Medal Zwycięstwa (Médaille Interalliée)[18]